# Fábula (canción de Mecano)
«Fábula» es el título de una canción de la banda española de música pop Mecano y la misma llegó a ser el labo B del sencillo Los amantes publicado el 29 de agosto de 1988, el segundo sencillo que se extrajo del álbum Descanso dominical. El autor de la canción es José María Cano.
Fábula nunca ha sido interpretada por Mecado en directo.

## Estructura de la canción
Comienza con una larga introducción instrumental de dos partes: la primera, a cargo del clavicordio, con la melodía principal; después, un cuarteto de cuerdas (2 violínes, viola y violonchelo), que hacen una variación de tal melodía. Después, Ana Torroja interpreta la canción, que termina con una coda instrumental, en la que se invierte la aparición de los instrumentos en la introducción. 